# Edwin Landseer

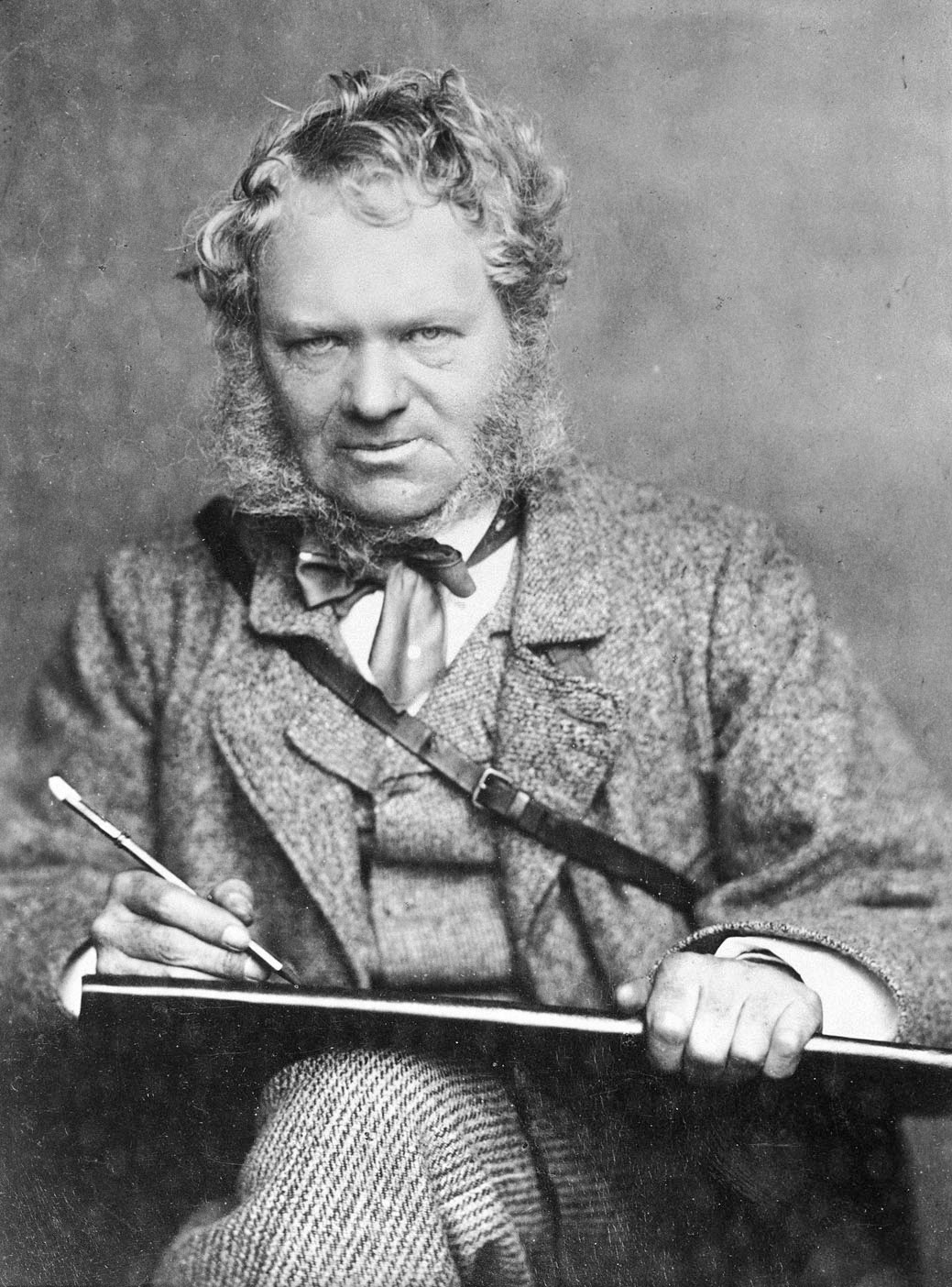
Sir Edwin Landseer, 1870

Sir Edwin Henry Landseer RA (* 7. März 1802 in London; † 1. Oktober 1873 in London) war ein englischer Landschafts-, Tiermaler und Bildhauer der Romantik und des Naturalismus. Landseer malte vor allem Tiermotive und schottische Landschaften. Sein bekanntestes Werk als Bildhauer sind die Löwenskulpturen am Fuß der Nelsonstatue am Trafalgar Square in London.

## Leben und Werk
Landseer wurde als der jüngste Sohn des Kupferstechers John Landseer geboren. Seine Brüder waren der Historienmaler Charles Landseer und der Kupferstecher Thomas Landseer. Edwin Landseer war zunächst Schüler seines Vaters, unter dessen Anleitung er Tiere nach der Natur zu zeichnen begann. Nach der Lehre bei Benjamin Robert Haydon konzentrierte er sich anschließend auf tieranatomische Studien. 1815 debütierte er bereits in einer Ausstellung der Royal Academy, in deren Lehranstalt er 1816 eintrat.
Mit Anfang 20 besuchte er zum ersten Mal Schottland und verliebte sich in die Highlands. In der Folge entstanden viele Gemälde mit schottischen Motiven, eines der bekanntesten Bilder ist Monarch of the Glen, heute ausgestellt im Museum of Scotland. 1826 wurde er, im Alter von 24 Jahren, assoziiertes Mitglied der Royal Academy of Arts. 1831 wurde er Vollmitglied der Royal Academy of Arts und Hofmaler von Königin Victoria und ihrem Prinzgemahl Albert von Sachsen-Coburg und Gotha. Er wurde 1850 von Queen Victoria zum Knight Bachelor („Sir“) geschlagen. 1866 wurde er zum Präsidenten der Royal Academy gewählt, nahm aber das Amt nicht an. Die Académie royale de Belgique nahm ihn 1846 als assoziiertes Mitglied auf. Seit einem Zusammenbruch 1840 litt Landseer unter Depressionen und einem allgemein schlechten Gesundheitszustand, malte aber bis zu seinem Lebensende weiter.
Landseer widmete sich vorzugsweise der Tier- und Landschaftsmalerei. 1819 stellte er sein erstes Bild, Hundekampf, aus. Durch dieses und seine folgenden Schöpfungen, die durch Stich und Lithographie weit verbreitet wurden, wurde Landseer in England und auch auf dem Kontinent populär. Er verdiente sein Geld unter anderem mit Porträts der Hunde reicher Engländer. Bekannt ist Landseer auch durch die von ihm oft gemalte und später sogar nach ihm benannte Hunderasse Landseer, einer gefleckten Varietät des Neufundländers.
Landseer war auch als Bildhauer tätig. 1866 entwarf er die große Bronzefigur eines von Hunden gestellten Hirsches und lieferte zugleich die Modelle zu den kolossalen Bronzelöwen am Fuß der Nelsonstatue auf dem Trafalgar Square in London.

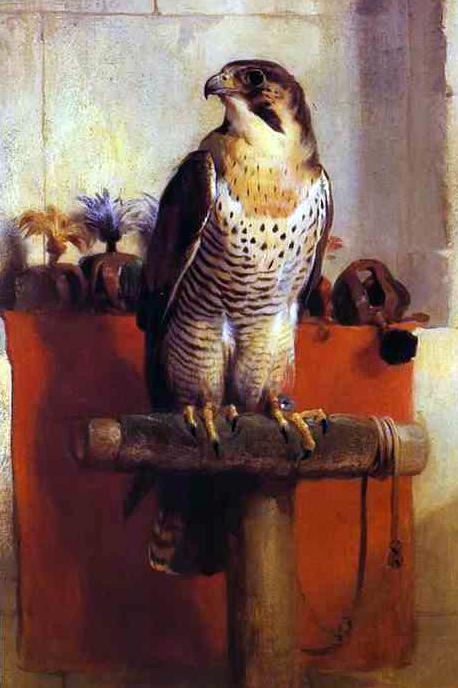
Falcon, 1837
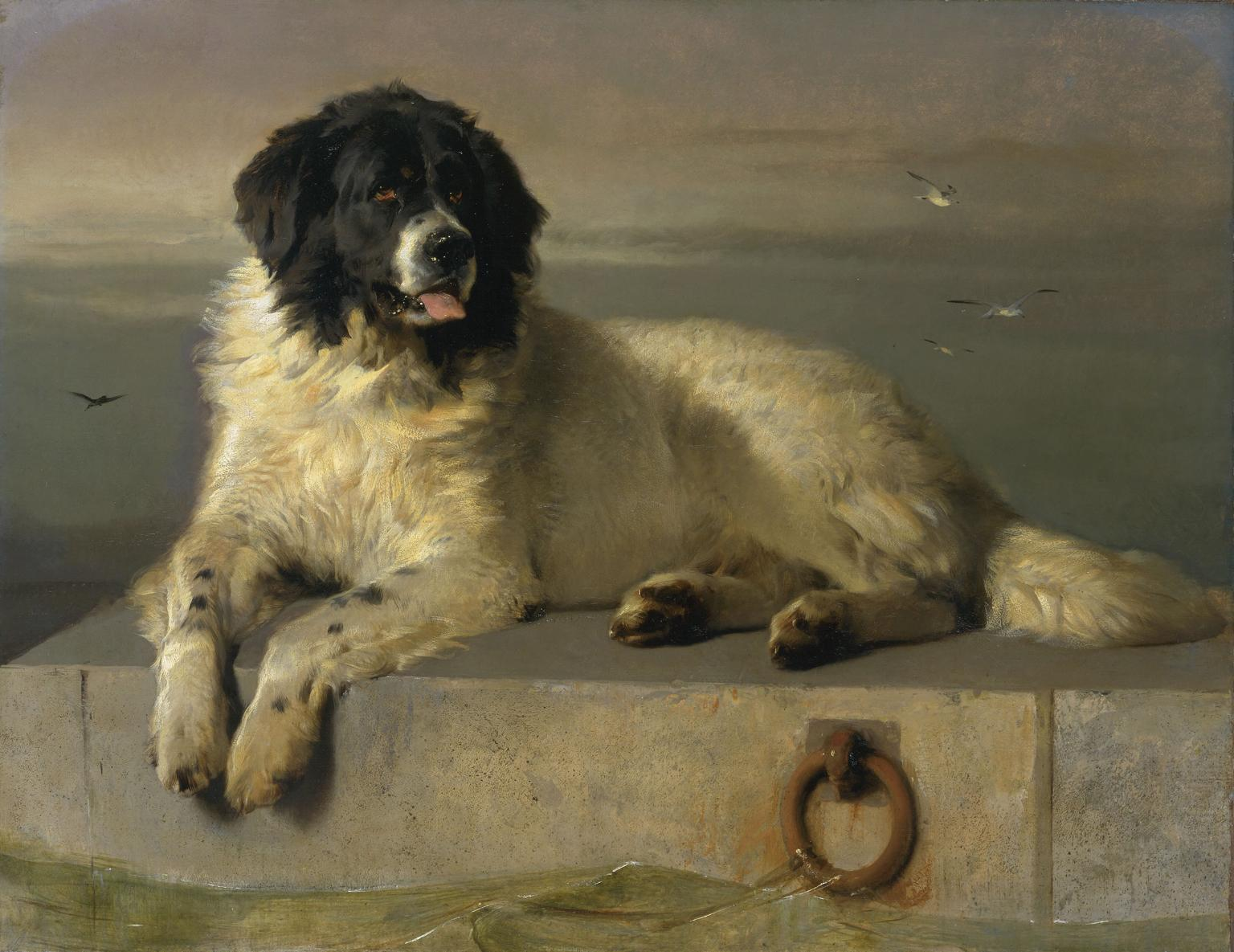
A Distinguished Member of the Humane Society, 1838
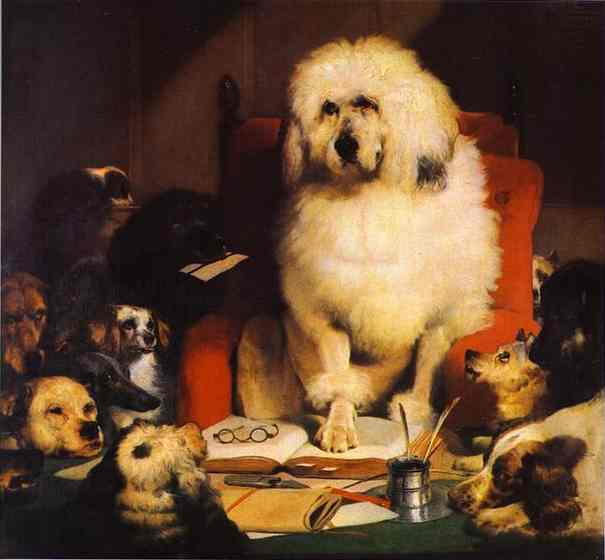
Trial by Jury, 1840
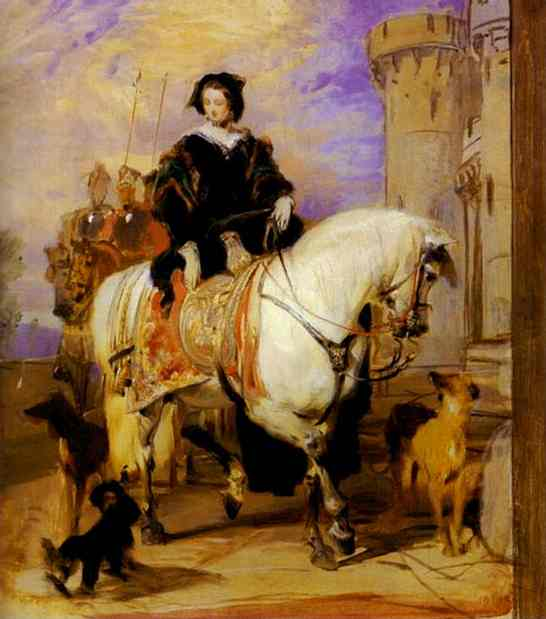
Queen Victoria on Horseback, um 1840
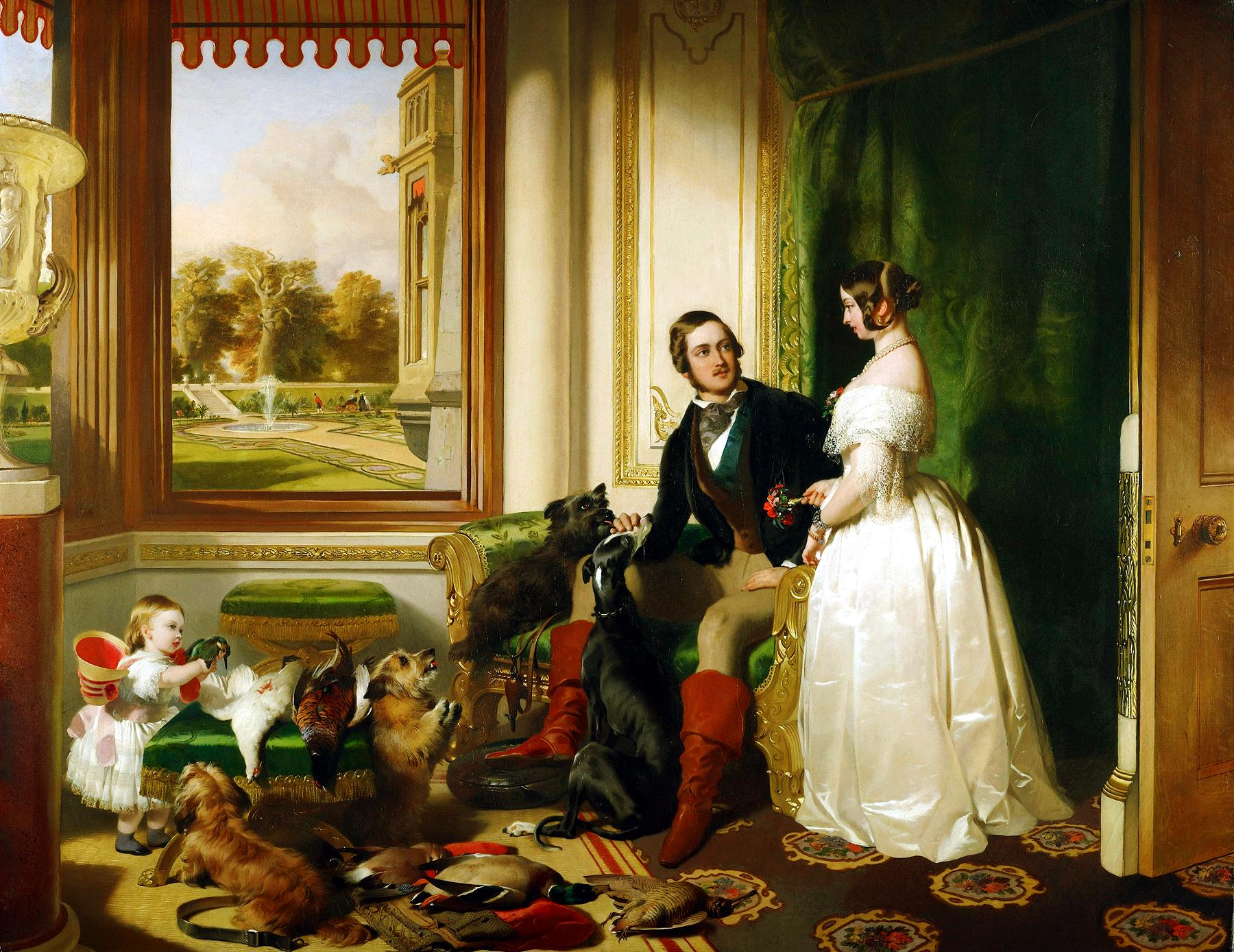
Windsor Castle in Modern Times, 1841–1845
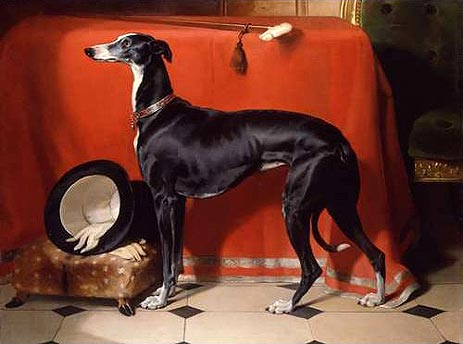
Eos, A Favorite Greyhound of Prince Albert, 1841
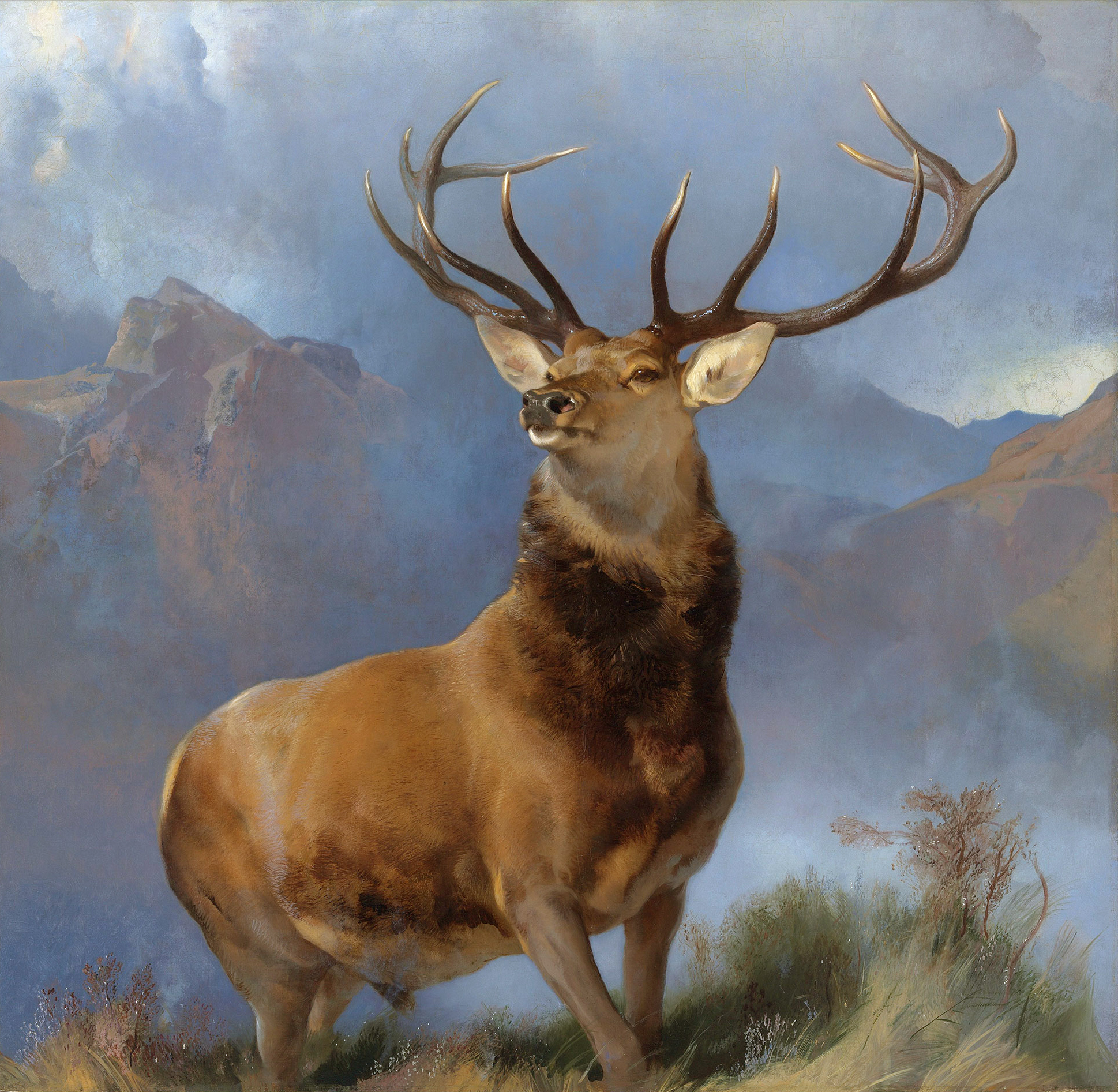
Monarch of the Glen, 1851
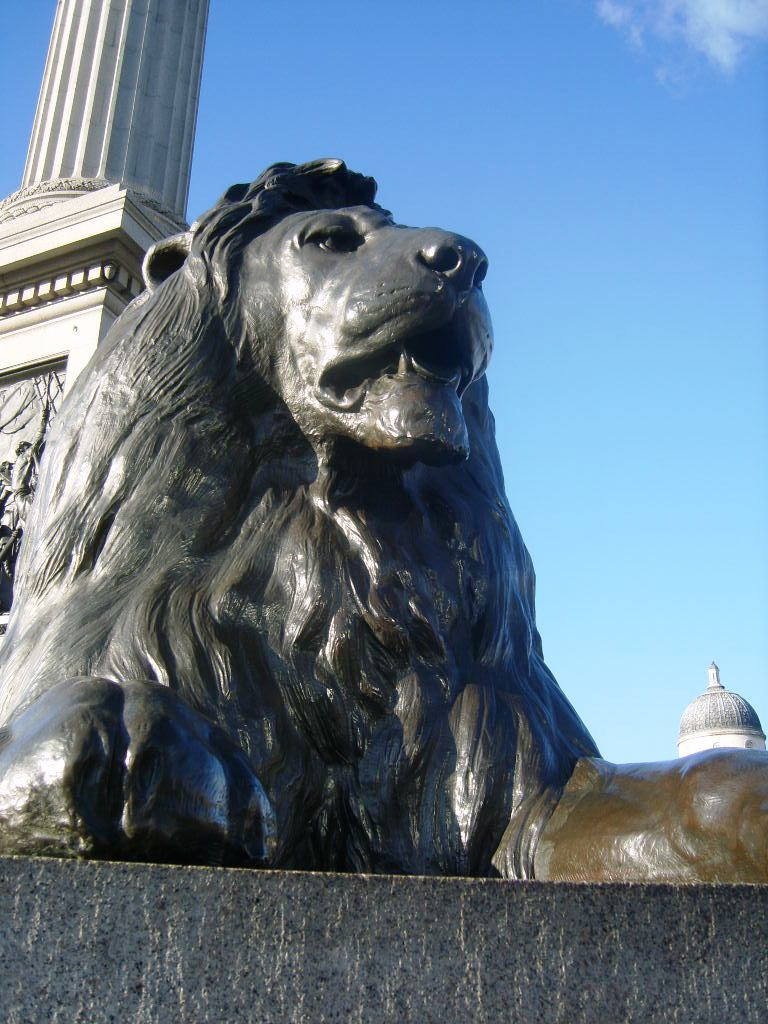
Einer der von Landseer entworfenen Bronzelöwen am Trafalgar Square, 1866

## Werke (Auswahl)
| Titel                                   | Entstanden | Größe, Material                 | Ausstellung/Sammlung/Besitzer              |
| --------------------------------------- | ---------- | ------------------------------- | ------------------------------------------ |
| Edwin Henry Landseer (Selbstporträt)    | 1818       | 20 × 15 cm, Bleistiftzeichnung  | National Portrait Gallery, London          |
| Wounded Stag and Dog                    | 1825       | 50 × 68 cm, Öl auf Leinwand     | Art Institute of Chicago in Chicago        |
| High Life                               | 1829       | 45 × 34 cm, Öl auf Mahagoni     | Tate Gallery, London                       |
| Head of a Roebuck and Two Ptarmigan     | 1830       | 22 × 30 cm, Öl auf Holz         | Art Institute of Chicago in Chicago        |
| Loch Avon and the Cairngorm Mountains   | ca. 1833   | 35 × 44 cm, Öl auf Holz         | Tate Gallery, London                       |
| A Dog Looking out of a Kennel           | 1837       | 31 × 23 cm, Öl auf Leinwand     | Carnegie Museum of Art, Pittsburgh         |
| Dog with Slipper                        | 1848       | Öl auf Holz                     | National Museums Liverpool in Liverpool    |
| Night (Two Stags Battling by Moonlight) | 1853       | 142 × 261 cm, Öl auf Leinwand   | Philadelphia Museum of Art in Philadelphia |
| Doubtful Crumbs                         | 1858/59    | 62,2 × 74,6 cm, Öl auf Leinwand | Wallace Collection, London                 |
| The Wild Cattle of Chillingham          | 1867       | Öl auf Leinwand                 |                                            |
| Chevy                                   | 1868       | 138 × 210 cm, Öl auf Leinwand   | Detroit Institute of Arts in Detroit       |